# Myrmeleon speciosus
Myrmeleon speciosus är en insektsart som beskrevs av Olivier 1811. Myrmeleon speciosus ingår i släktet Myrmeleon och familjen myrlejonsländor. Inga underarter finns listade i Catalogue of Life.